# جاسپر بلکال
جاسپر بلکال (انگلیسی: Jasper Blackall; ۲۰ ژوئیهٔ ۱۹۲۰ – between 2018 and 2020) قایقران اهل بریتانیا بود.